# Seere

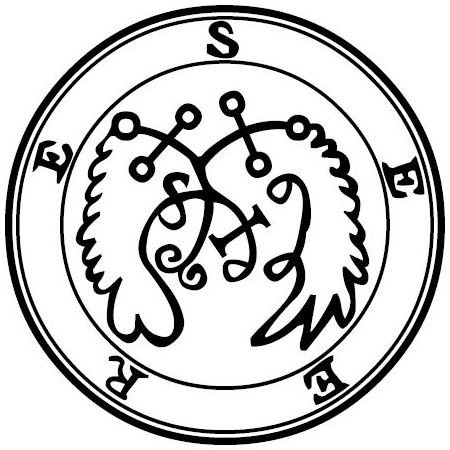
Siegel Seeres

Seere, auch Seire, oder Sear, ist laut Dämonologie ein Prinz der Hölle.

## Beschreibung
Er ist in der Lage in Sekundenschnelle an jeden Ort auf der Erde zu gehen, um dem Willen des Beschwörers zu entsprechen. Zudem kann er verborgene Schätze finden oder bei Raubüberfällen helfen. Er ist, ähnlich wie Vassago und Agares von guter Natur. Seere ist jedoch zumeist gleichgültig dem Bösen gegenüber. Er wird als schöner Mann dargestellt, der auf einem geflügelten Pferd reitet.
Seere wird in der Ars Goetia erwähnt.

## Populärkultur
Im dritten Teil der Buchreihe „Die Herrschaft der Dämonenfürsten“ riskiert Prinz Seere unabsichtlich einen Krieg zwischen Dämonen und Cherubim.